# Enquadramento (World Wide Web)
Em uma página web, o enquadramento significa que um sítio web pode ser organizado em quadros (do inglês frame). Cada quadro exibe um documento HTML diferente. Cabeçalhos e menus de barras laterais não se movem quando o frame de conteúdo é rolado para cima e para baixo. Para desenvolvedores, os quadros também podem ser convenientes. Por exemplo, se um item precisa ser adicionado a um menu de barra lateral, apenas um arquivo precisa ser alterado, enquanto que cada página individual em um sítio web sem um conjunto de quadros teria que ser editada se o menu de barra lateral aparecesse em todas elas. Contudo, server side includes e linguagens de script tais como PHP também podem ser usadas para realizar esta meta sem quaisquer desvantagens dos quadros, tais como confundir a operação da barra de endereços e os botões retornar e avançar.

## História
O Netscape 2.0 introduziu os elementos usados pelos quadros em 1990. Naquela época, a Netscape propôs os quadros ao W3C para inclusão no padrão HTML 3.0.